# Condado de Santa Bárbara de Lugones
El condado de Santa Bárbara de Lugones es un título nobiliario español creado el 6 de julio de 1922 por el rey Alfonso XIII en favor de José Tartiere y Lenegre, industrial español.

Escudo de Lugones, en el principado de Asturias.

Su denominación hace referencia al orago de Santa Bárbara y a la parroquia de Lugones, en el concejo de Siero, principado de Asturias.

## Condes de Santa Bárbara de Lugones
|                           | Titular                              | Periodo                   |
| Creación por Alfonso XIII | Creación por Alfonso XIII            | Creación por Alfonso XIII |
| ------------------------- | ------------------------------------ | ------------------------- |
| I                         | José Tartiere y Lenegre              | 1922-1927                 |
| II                        | José Tartiere y de las Alas Pumariño | 1927-1970                 |
| III                       | María del Camino Tartiere Barthe     | 1970-2010                 |
| IV                        | José María de Abando Tartiere        | 2010-hoy                  |

## Historia de los condes de Santa Bárbara de Lugones
- José Tartiere y Lenegre (Bilbao, 2 de noviembre de 1846-Siero, Asturias, 18 de marzo de 1927), I conde de Santa Bárbara de Lugones, caballero de la Legión de Honor, gran cruz del Mérito Naval y de la Orden de la Beneficencia.[3]

Casó con María de los Dolores de las Alas-Pumariño y Troncoso de Sotomayor. El 27 de junio de 1929 le sucedió su hijo:
- José Tartiere y las de Alas Pumariño, II conde de Santa Bárbara de Lugones, gran cruz del Mérito Civil.[5]

Casó con Emma Barthe y Acevedo. El 25 de mayo de 1977, previa orden del 11 de mayo de 1970 para que se expida la correspondiente carta de sucesión (BOE del día 30), le sucedió su hija:
- María del Camino Tartiere Barthe (n. Oviedo, 30 de mayo de 1970), III condesa de Santa Bárbara de Lugones.[7]

Casó con José María de Abando Bengoa. El 12 de junio de 2010, previa orden del 21 de mayo de ese mismo año (BOE del 12 de junio), le sucedió su hijo:
- José María de Abando Tartiere (n. 1955), IV conde de Santa Bárbara de Lugones.